# Gangshang (köpinghuvudort i Kina, Hebei Sheng, lat 38,05, long 114,69)
Gangshang är en köpinghuvudort i Kina. Den ligger i provinsen Hebei, i den norra delen av landet, omkring 250 kilometer sydväst om huvudstaden Peking. Antalet invånare är 37 244. Befolkningen består av 19 558 kvinnor och 17 686 män. Barn under 15 år utgör 11,0 %, vuxna 15-64 år 78 %, och äldre över 65 år 9,0 %.
Runt Gangshang är det tätbefolkat, med 849 invånare per kvadratkilometer. Närmaste större samhälle är Shijiazhuang, 18,4 km väster om Gangshang. Trakten runt Gangshang består till största delen av jordbruksmark.
Genomsnittlig årsnederbörd är 656 millimeter. Den regnigaste månaden är juli, med i genomsnitt 218 mm nederbörd, och den torraste är januari, med 4 mm nederbörd.